# Корней Хейманс
Корней Жан Франсоа Хейманс (Corneille Jean François Heymans) е фламандски физиолог, носител на Нобеловата награда за физиология или медицина за 1938 г.

## Биография
Корней Хейманс е роден на 28 март 1892 г. в Гент, Белгия. Баща му е професор по фармакология и ректор на Гентския университет, където след дипломирането си в Йезуитския колеж „Свети Барб“ Хейманс постъпва да учи и получава докторска степен през 1920 г.
След завършването си Хейманс работи последователно в Колеж дьо Франс, Лозанския университет, Университетски колеж Лондон, Медицинското училище към Университета „Кейс Уестърн Ризърв“ в Кливлънд, Охайо. През 1922 г. Хейманс става преподавател по фармакодинамика в Университета в Гент и през 1930 г. наследява баща си Жан-Франсоа Хейманс на поста професор по фармакология, като впоследствие е назначен и за ръководител на катедрата по фармакология, фармакодинамика и токсикология, и за директор на наречения в чест на баща му Институт по фармакология и терапевтика „Ж. Ф. Хейманс“.
Хейманс е дългогодишен главен редактор на основаното през 1895 г. от баща му списание „Archives Internationales de Pharmacodynamie et de Therapie“. Член е на Папската академия на науките, Френската академия на науките и Кралското дружество на изкуствата.
През 1929 г. Хейманс сключва брак с офталмоложката Берте Мей, с която имат 4 деца. Почива от сърдечен удар в Кноке, Фламандски регион.

## Научни изследвания
Основните направления на научните изследвания на Корней Хейманс са свързани с регулацията на дишането и кръвообращението. Той използва и доразвива въведената от баща му опитна постановка, в която две кучета са със свързано кръвообращение и за нуждите на експеримента у едно от кучетата са запазени или прекъснати определени или всички нерви, свързващи главата с тялото.
В серия прецизно проведени експерименти Хейманс доказва, че за дишането и кръвообращението са отговорни два вида рецептори – барорецептори (пресорецептори) и хеморецептори (химиорецептори):
- Барорецепторите, които са открити съвместно от баща и син Хейманс, реагират на промени в кръвното налягане. Разположени в областта на каротидния синус (разширение на сънната артерия), при повишаване на кръвното налягане, в барорецепторите се пораждат нервни импулси, които по вагусовия нерв достигат центровете на дишането и кръвообращението в продълговатия мозък и задействат рефлексни механизми за понижаване на кръвното налягане и белодробна вентилация.
- Хеморецепторите, открити през 1926 г. от Корней Хейманс, проявяват чувствителност към промените в химическия състав на кръвта и по-специално към промяната на киселинността (pH), на съдържанието на кислород и на въглероден диоксид. Хеморецепторите, разположени в близост до барорецепторите, реагират при понижение на белодробната вентилация (понижен кислород и завишен въглероден диоксид в кръвта) и при спадане на кръвното налягане. Изпращат сигнали до дихателния център, в резултат на които дишането се учестява и съдържанието на кислород и въглероден двуокис в кръвта се нормализира.[3]

За изследванията му Корней Хейманс е самостоятелно удостоен през 1938 г. с Нобеловата награда за физиология или медицина. В знак на признание на негово име е наименуван лунният кратер Хейманс.